# باربارا دانست
باربارا دانست (انگلیسی: Barbara Dunst؛ زادهٔ ۲۵ سپتامبر ۱۹۹۷) بازیکن فوتبال اهل اتریش است.
از باشگاه‌هایی که در آن بازی کرده‌است می‌توان به باشگاه فوتبال دویسبورگ اشاره کرد.
وی همچنین در تیم‌های ملی فوتبال Austria women's national under-17 football team و زنان اتریش بازی کرده‌است.